# Saipa Diesel
 Saipa Diesel  — иранский производитель грузовиков и специализированной техники. Входит в группу компаний SAIPA. До покупки компанией Saipa, производитель носил название Iran Kaveh.

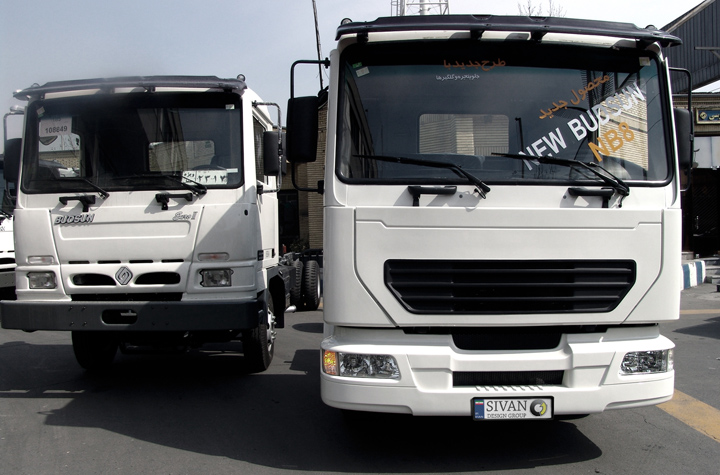
SAIPA Diesel New Budsun NB8(справа) и SAIPA Diesel Budsun(слева)

## История
Была создана в 1963 году как совместное предприятие с компанией Mack Trucks для сборки грузовиков данной марки.
До Исламской революции 1979 года в Иране рынок был представлен американскими грузовиками и частично британскими. После Второй Мировой войны с США у Персии были тесные связи. У многих американских компаний были сборочные площадки в стране, самым распространённым в стране был грузовик Mack.
В 1980-х годах после ослабления санкций  автокомпания продолжила отверточную сборку тягачей Volvo. Совместное сборочное предприятие с Volvo было создано ещё в 1960-х годах.
В 1998—2000 годах компания Saipa покупает производителя Pars Khodro и компанию Iran Kaveh, выпускающую грузовики, сменив её название на Saipa Diesel.
Рынок грузоперевозок в Иране находится, в основном, в частных руках.

## Выпускаемая продукция

### Грузовики
- Budsun NB8
- Budsun
- Dongfeng Tianlong
- Dongfeng KX480[4]
- Volvo FH
- Volvo FM
- Volvo FMX
- Renault Midlum
- Renault D WIDE 6X2

### Микроавтобусы
- Mahsun T18, Y21